# Mark Omvlee
Harm Hendrik (Mark) Omvlee (Hardenberg, 8 juli 1977) is een Nederlands stemacteur en operazanger. De tenor studeerde in 2003 af aan het Conservatorium van Amsterdam als student van Hein Meens.

## Zanger
Nog voor zijn afstuderen werd Omvlee opgenomen in het operacollectief Xynix, waar hij onder andere de jeugdopera's De Boevenkoning, The Black & the Beautiful en Monteverdi's L'Orfeo zong. In 2006 trad hij toe tot het gezelschap Opera Zuid, waar hij van 2009 tot 2012 als solist tenorrollen zong in stukken als Falstaff van Verdi en Der Rosenkavalier van Strauss.
Sindsdien had Omvlee meerdere keren een rol bij het Nationale Opera & Ballet, terwijl hij ook internationaal doorbrak, bijvoorbeeld als Jack Twist in Brokeback Mountain.

## Stemacteur
In 2005 begon Omvlee met het inspreken van tekenfilms. Sindsdien heeft hij als stemartiest werk geleverd voor televisieprogramma's van onder andere Nickelodeon. Omvlee is ook vertaler voor Nederlandse nasynchronisaties. Ook is hij te horen in verscheidene bioscoop- en dvd-producties. Sinds 2006 is hij de officiële Nederlandse stem van Disneys personage Mickey Mouse, hij volgde hiermee Paul Groot op.
Ook sprak Omvlee de stem in van Lancelot voor de DreamWorks Animation-film Shrek the Third uit 2007.

## Vertaler
Naast de Nederlandstalige stem van Gustavs vader in de Zweedse film Misa en de wolven verzorgde Omvlee ook de vertaling van de film.